# Ciudad Perdida
Ciudad Perdida  (Spaans voor Verloren Stad) is de archeologische site van een oude bergstad op circa 1200 meter hoogte in de Sierra Nevada de Santa Marta in Colombia.
Ciudad Perdida ligt aan de rivier Buritaca en is rond 650 na Christus opgericht door Tairona, zo'n 650 jaar vroeger dan Machu Picchu. De locatie is ook wel bekend als Buritaca-200 en als Teyuna, zoals de oorspronkelijke bewoners het noemden. De stad kan alleen worden bereikt door een trektocht van 44 km en een beklimming van zo'n 1200 stenen traptreden door dichte wildernis. De stad is aangepast aan het berggebied; cirkelvormige terrassen zijn met elkaar door stenen trappen verbonden. Ook bruggen, wegen, afwateringskanalen en keermuren voor de plateaus waarop hun hutten stonden, zijn met vlakke stenen gebouwd. De muren werden zonder metselspecie maar met aangestampte aarde gebouwd, en moesten in staat zijn om de gemiddelde 4000 mm regenval per jaar op dit steile terrein te weerstaan. De stad was een politiek en economisch centrum. 40% van de stad was bestemd als publiek terrein, en de rest werd gebruikt voor bewoning. De stad heeft waarschijnlijk 2.000 tot 8.000 inwoners gehad. Op het hoogste punt van de stad stonden twee imposante ceremoniële bouwwerken. Archeologen schatten dat de stad zo'n 10 maal groter was dan Machu Pichu. De stad werd klaarblijkelijk verlaten gedurende de Spaanse verovering. Opgravingen wijzen er op dat de stad door de Spanjaarden in brand kan zijn gestoken.
Ciudad Perdida werd in 1972 herontdekt, toen een groep van lokale schatzoekers een aantal stenen traptreden tegen de berg vonden die hen naar een verlaten stad voerde. Toen gouden beeldjes en aardewerken urnen uit de stad op de lokale zwarte markt begonnen te verschijnen, brachten de autoriteiten de site in 1975 aan het licht.
Leden van plaatselijke stammen - de Arhuaco, de Kogi en de Asario - hebben verklaard dat zij de site regelmatig bezochten voordat deze in brede kring bekend werd, maar hadden er over gezwegen. Ze noemen de stad Teyuna en geloven dat het het hart was van een netwerk van dorpen, bewoond door hun voorouders, de Tairona.
Het gebied werd enige tijd getroffen door de Colombiaanse burgeroorlog tussen het Colombiaanse Nationale Leger, rechtse paramilitaire groeperingen en linkse guerrillagroepen, zoals het Nationale Bevrijdingsleger (ELN) en Revolutionaire Strijdkrachten van Colombia (FARC). In september 2003 ontvoerde de ELN acht buitenlandse toeristen die een bezoek brachten aan Ciudad Perdida, en eiste van de overheid een onderzoek naar schendingen van de mensenrechten in ruil voor hun gijzelaars. ELN liet de laatste gijzelaars drie maanden later vrij. Het Colombiaanse Instituut voor Antropologie vermeed het gebied nadat de ontvoeringen plaatsvonden en ook werd de toegang voor toeristen afgeraden.
In 2005 werden toeristische tochten weer toegestaan. Het Colombiaanse leger patrouilleert actief in het gebied, dat nu wordt beschouwd als veilig voor bezoekers, en er zijn geen ontvoeringen meer geweest. De trektocht is ongeveer 44 km lang, met een aantal rivierdoorwadingen en steile klimmetjes.

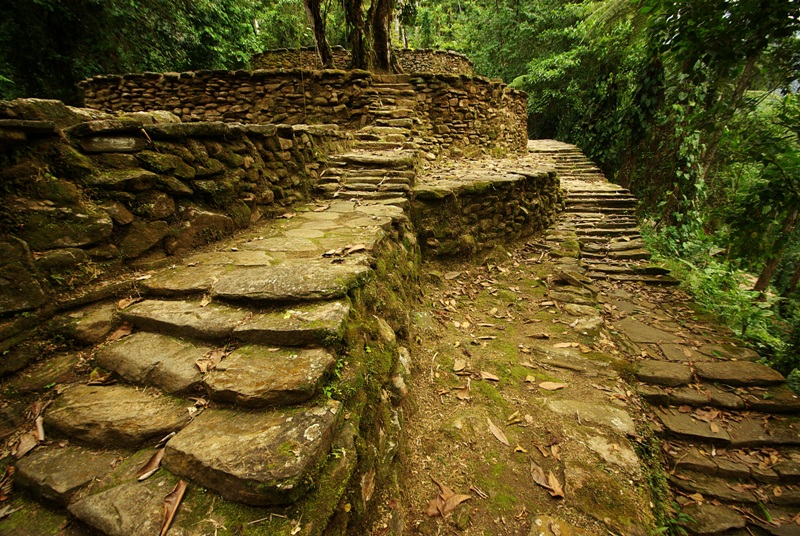
Een van de vele paden en trappen
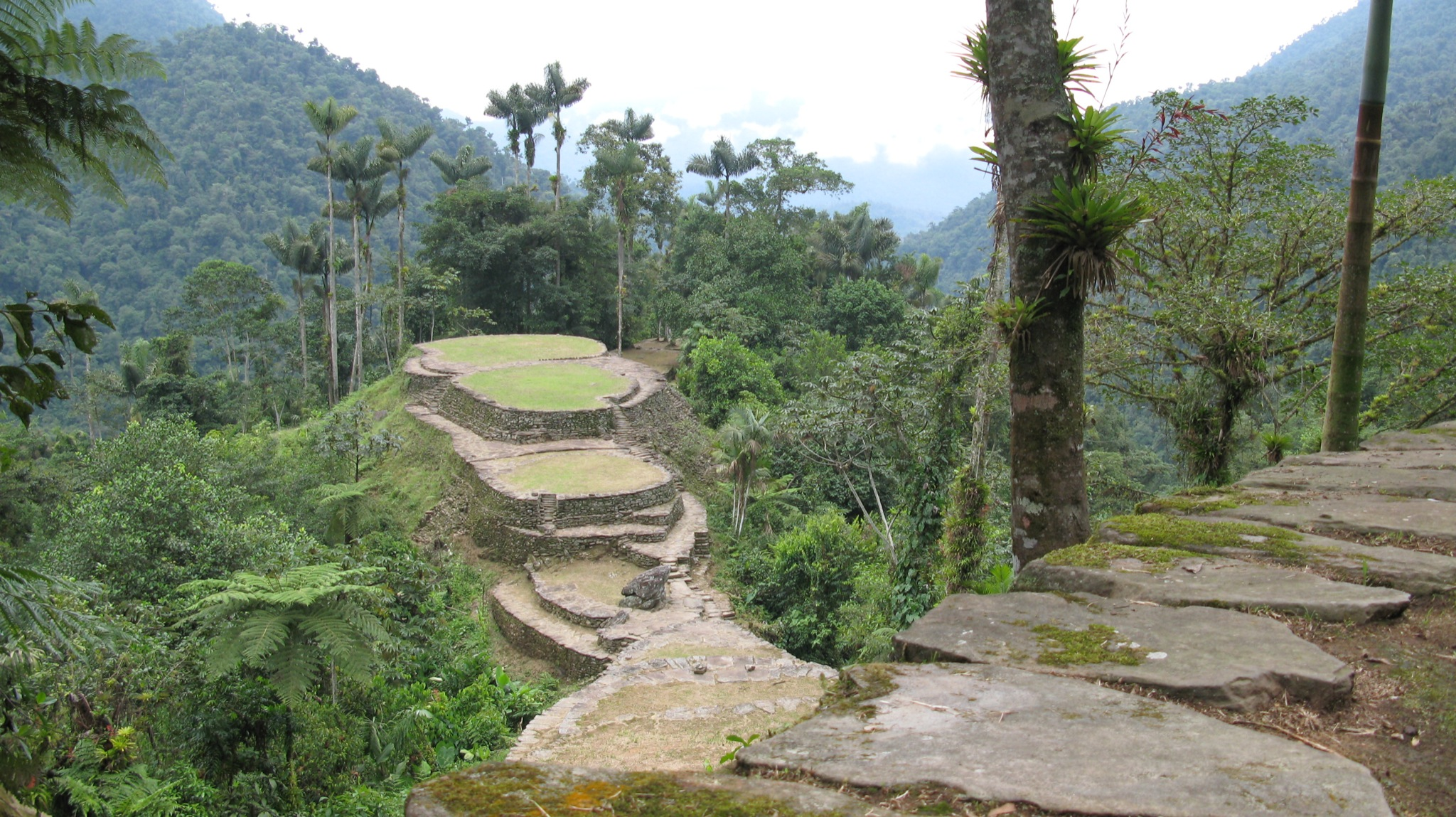
Platformen van de stad
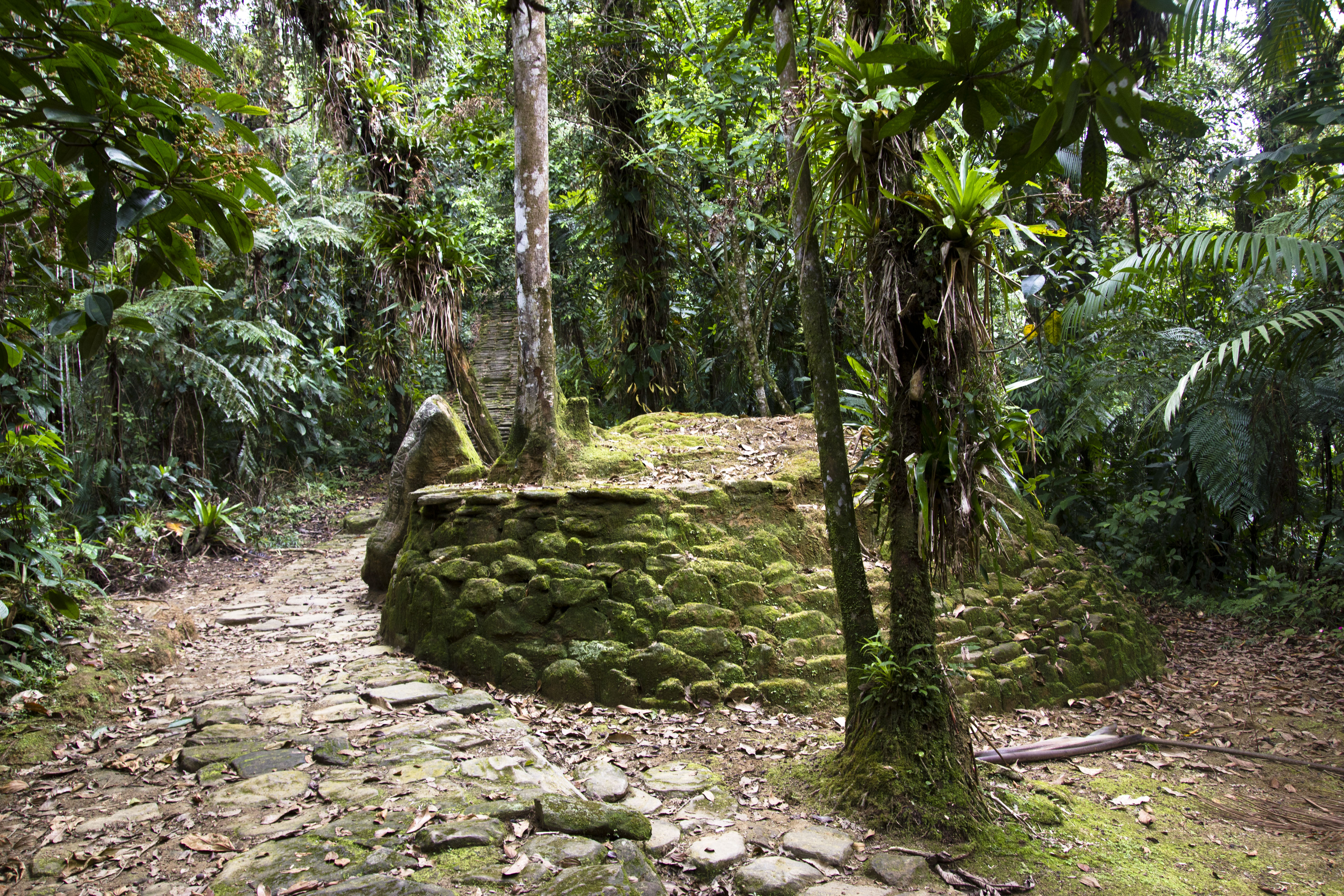
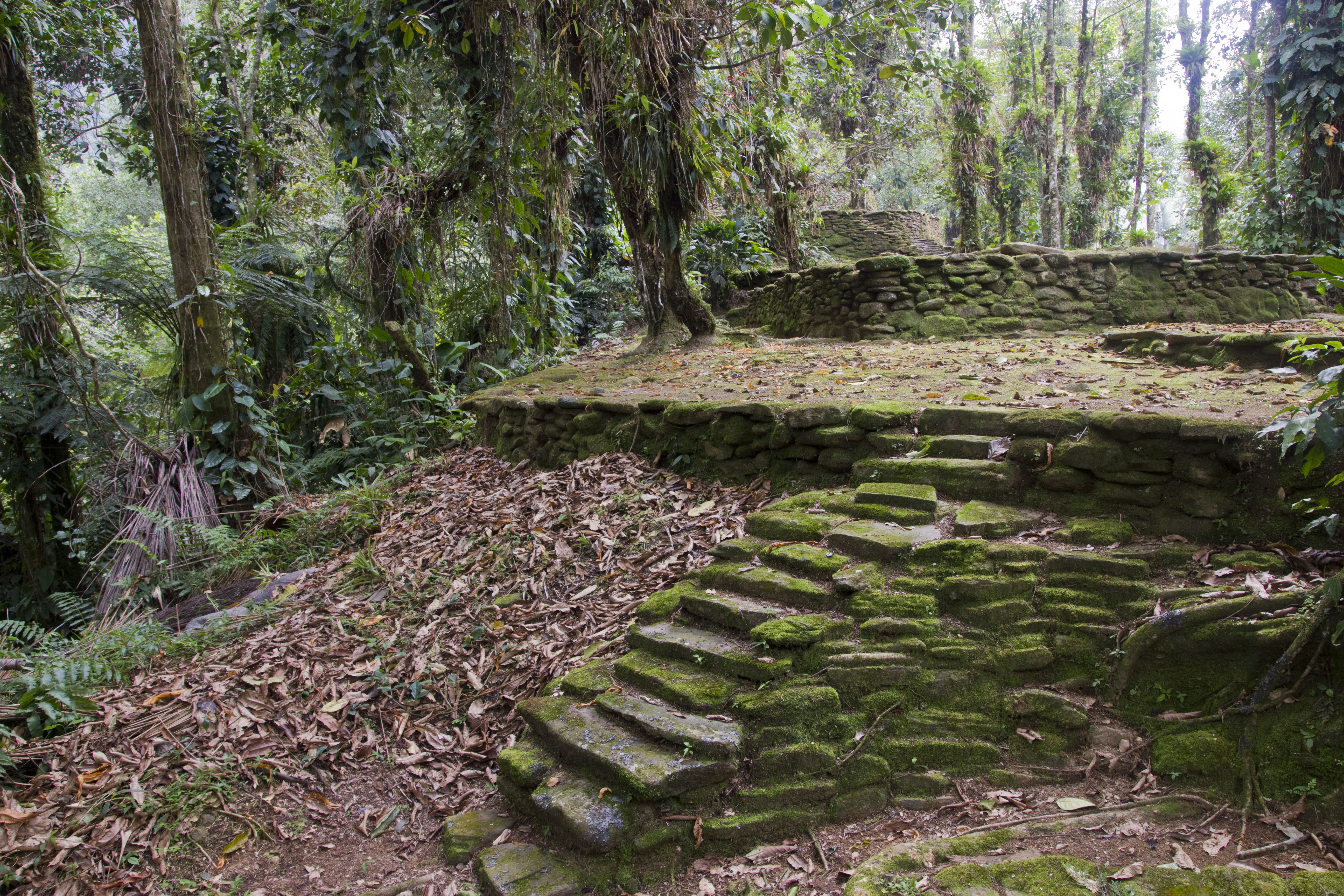
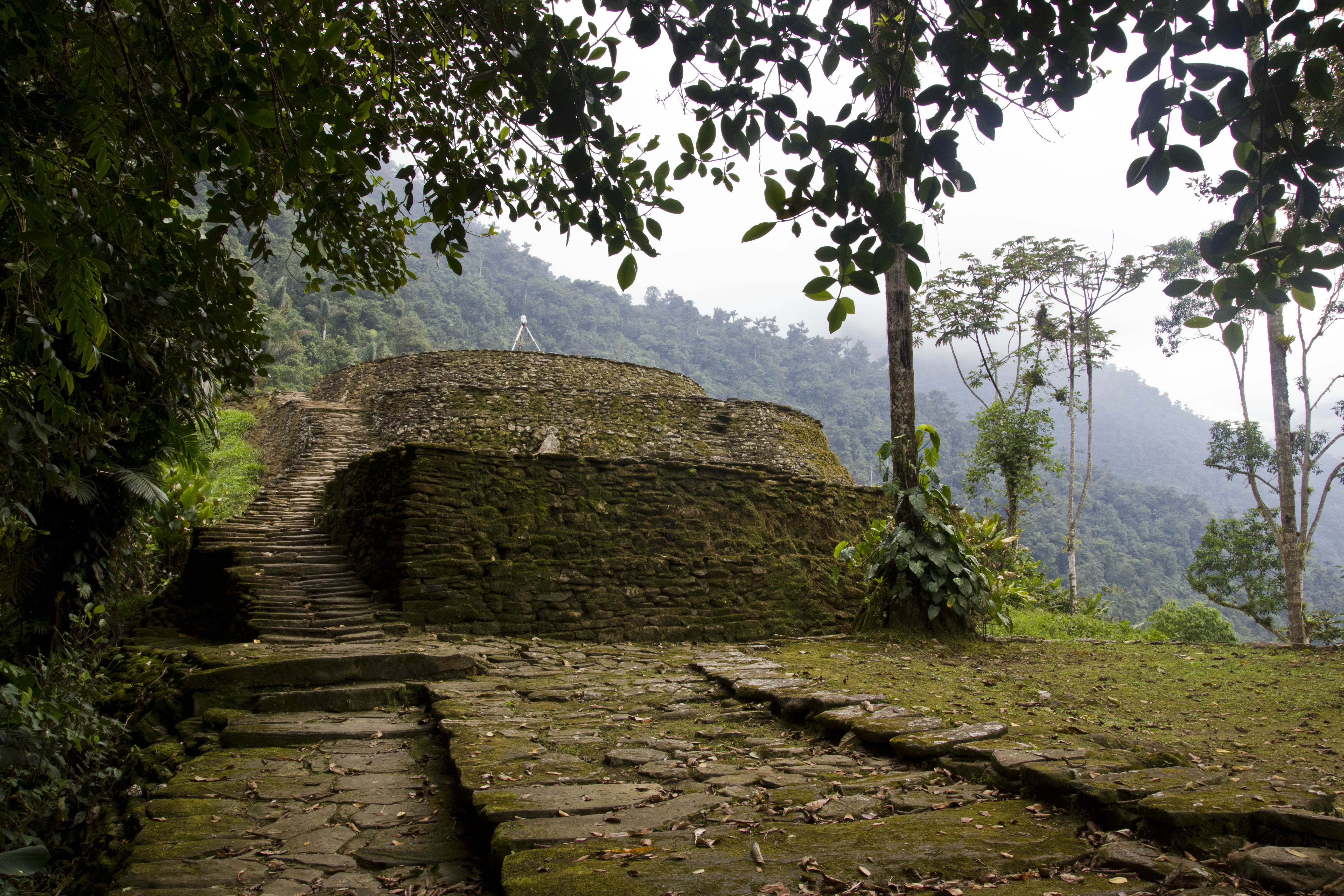
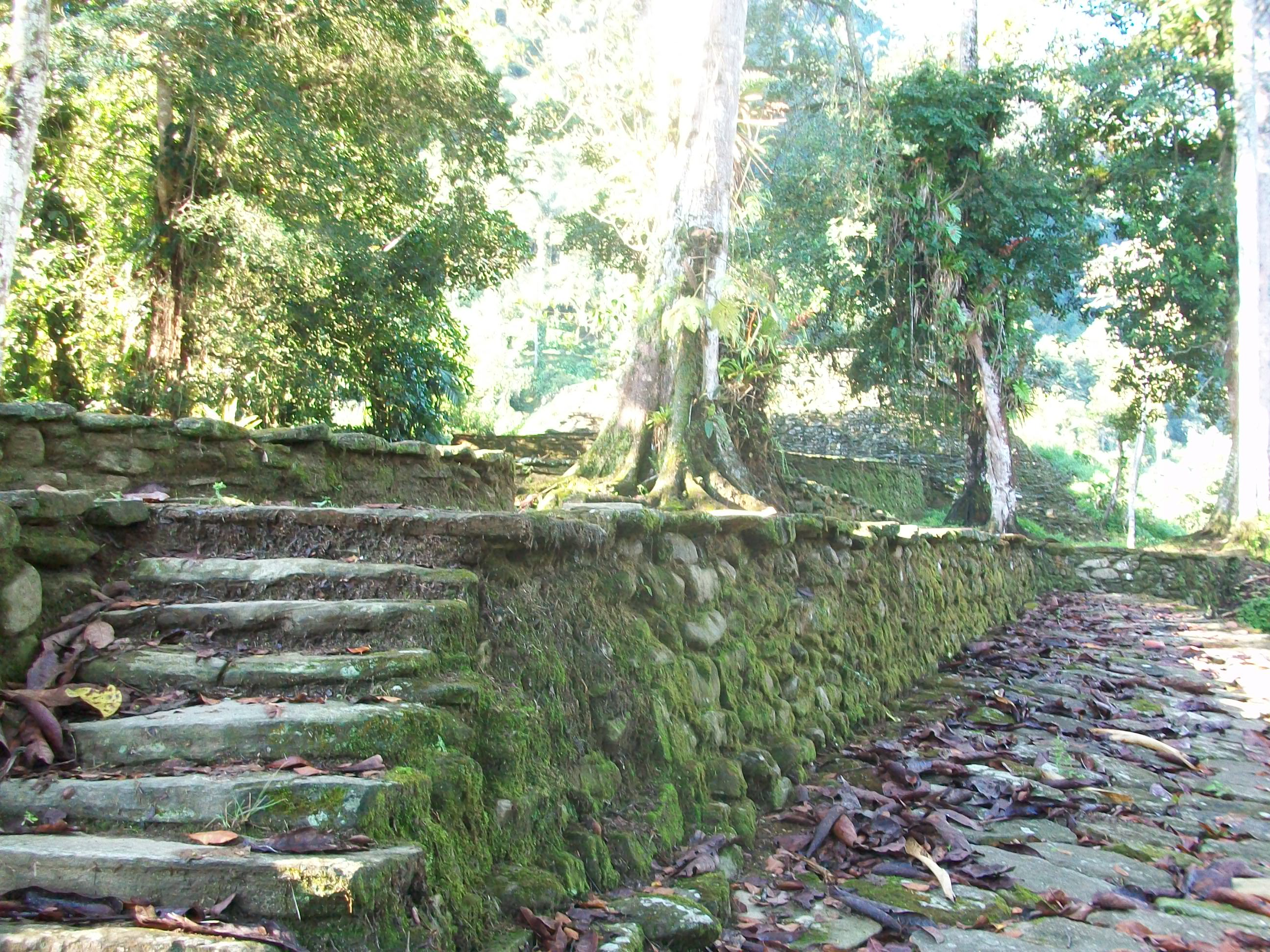
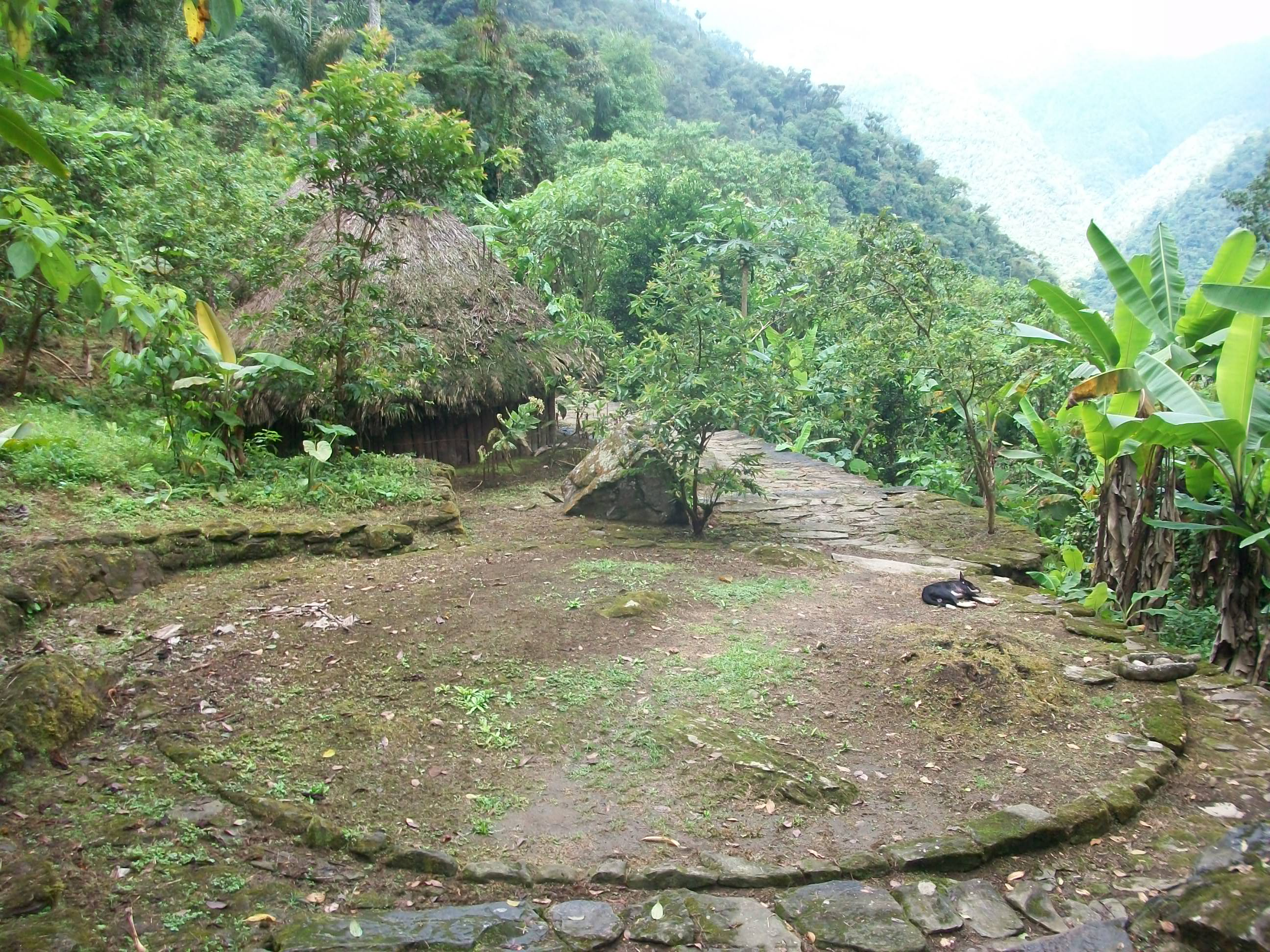
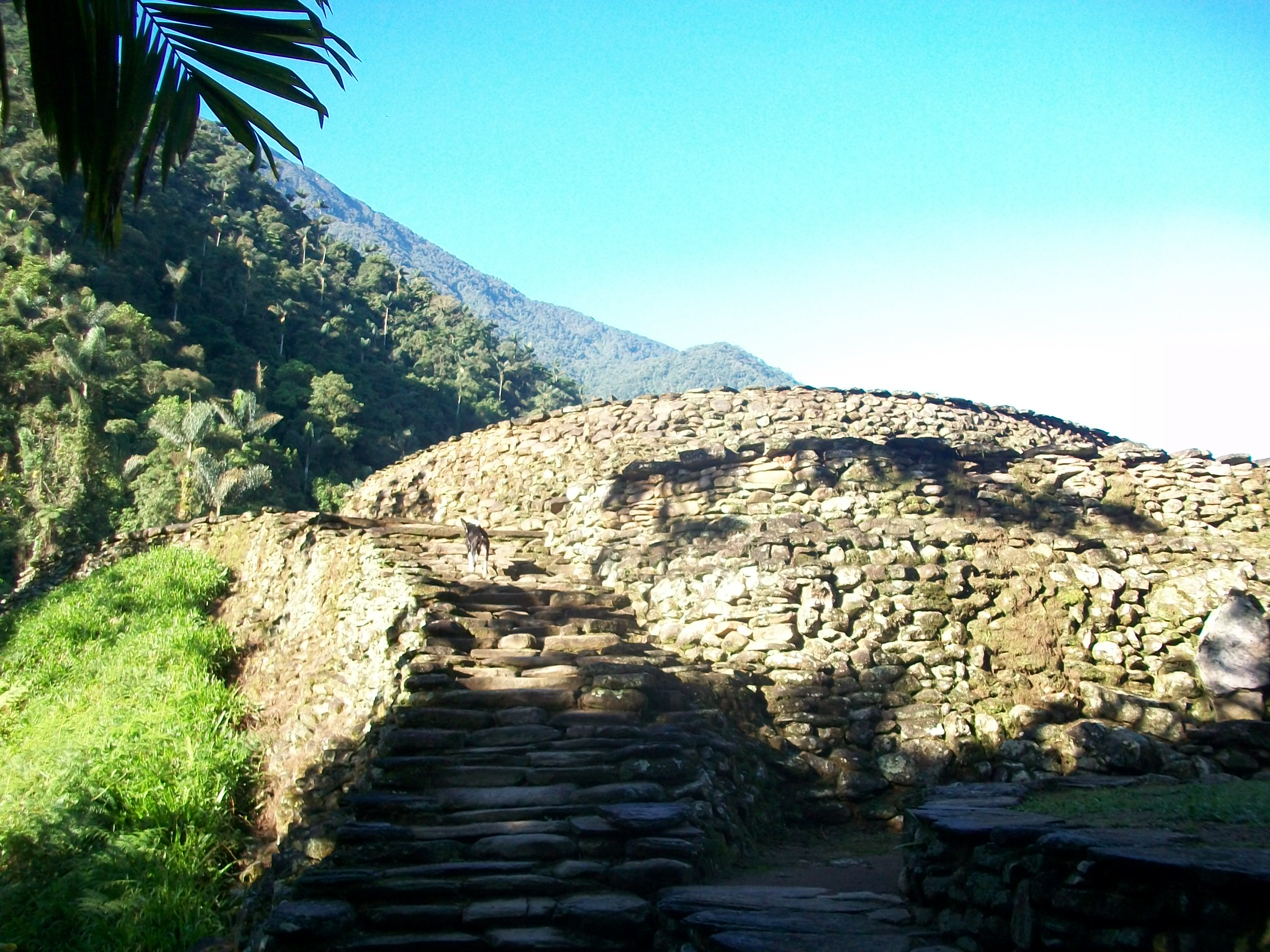
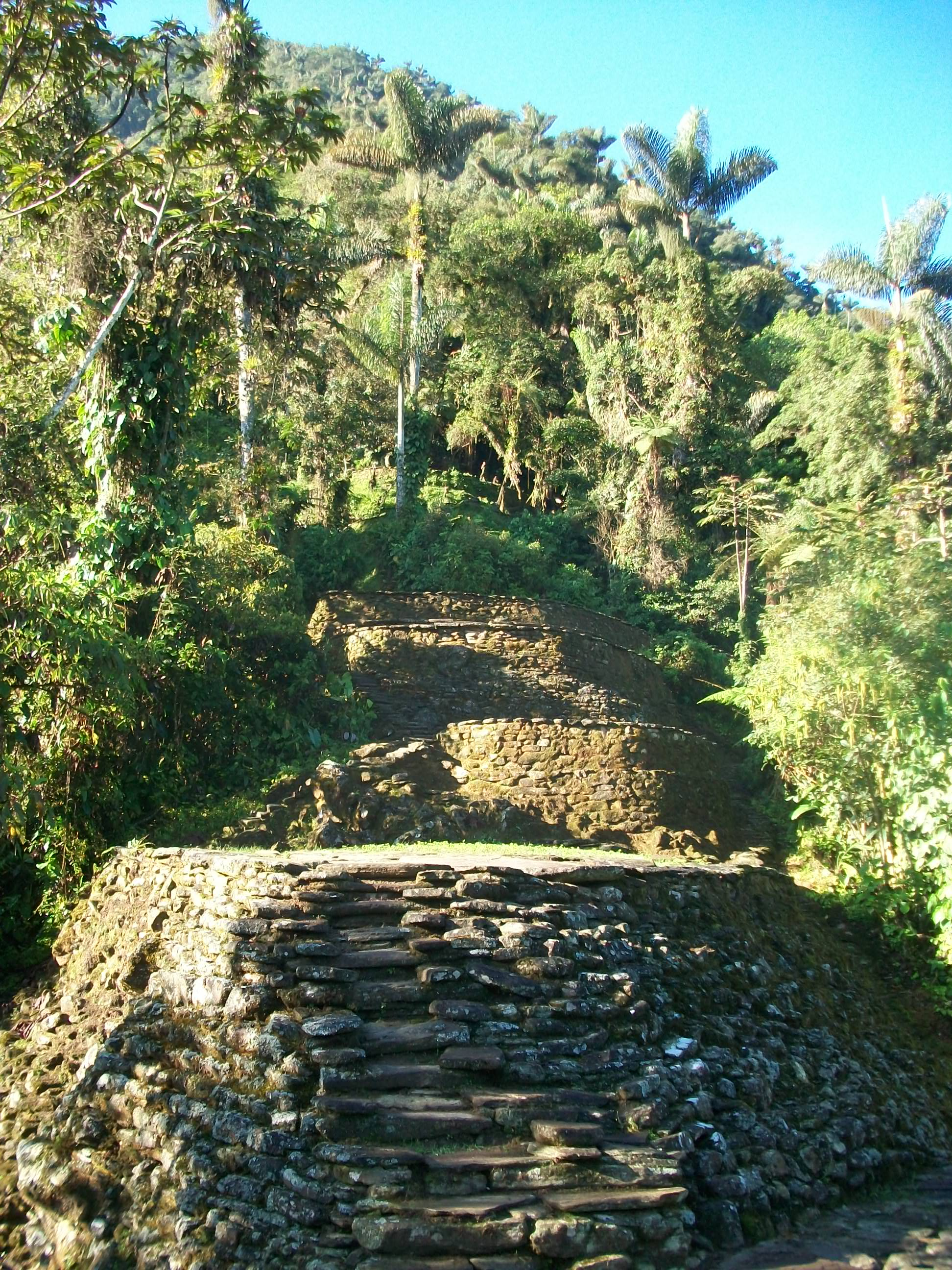
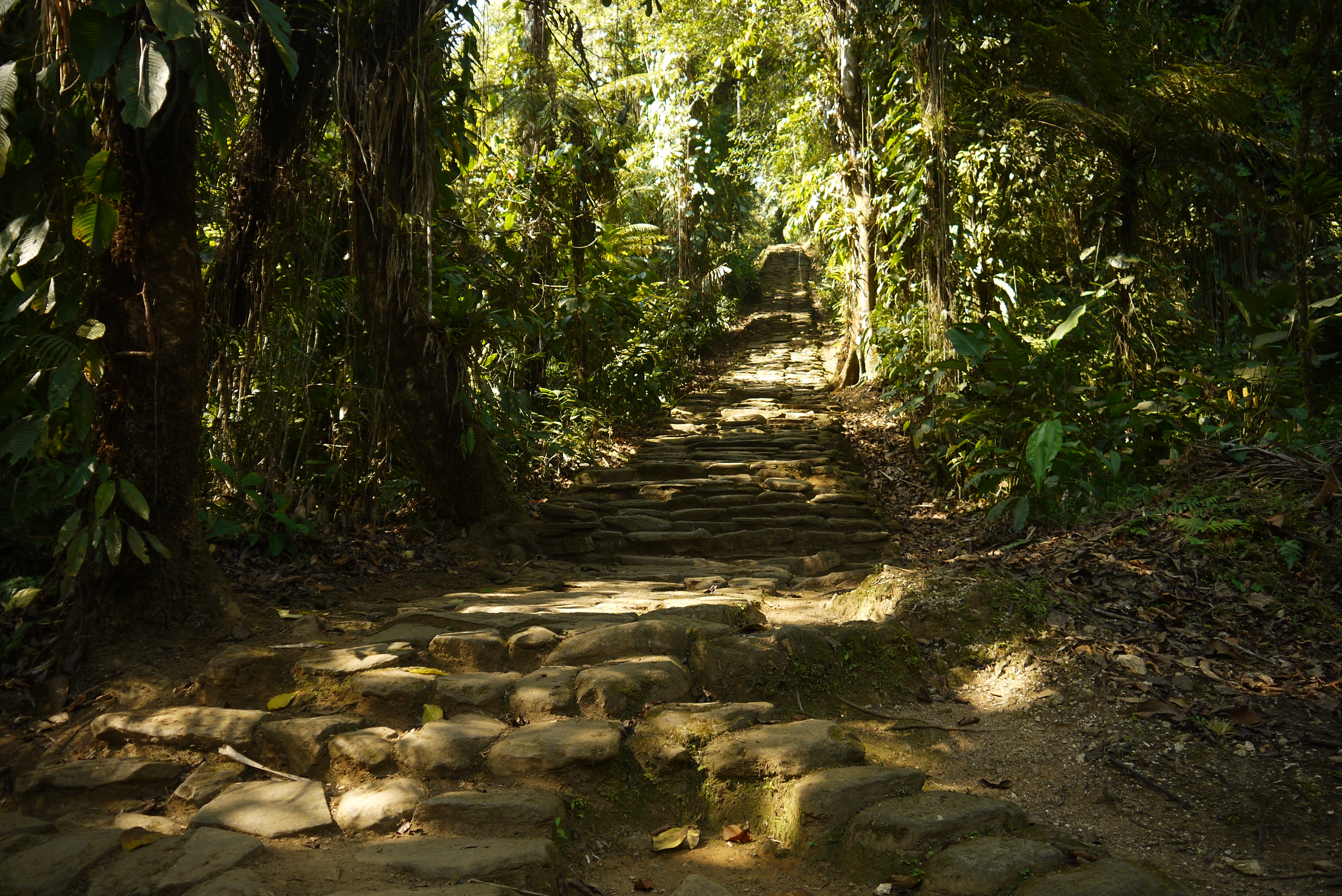
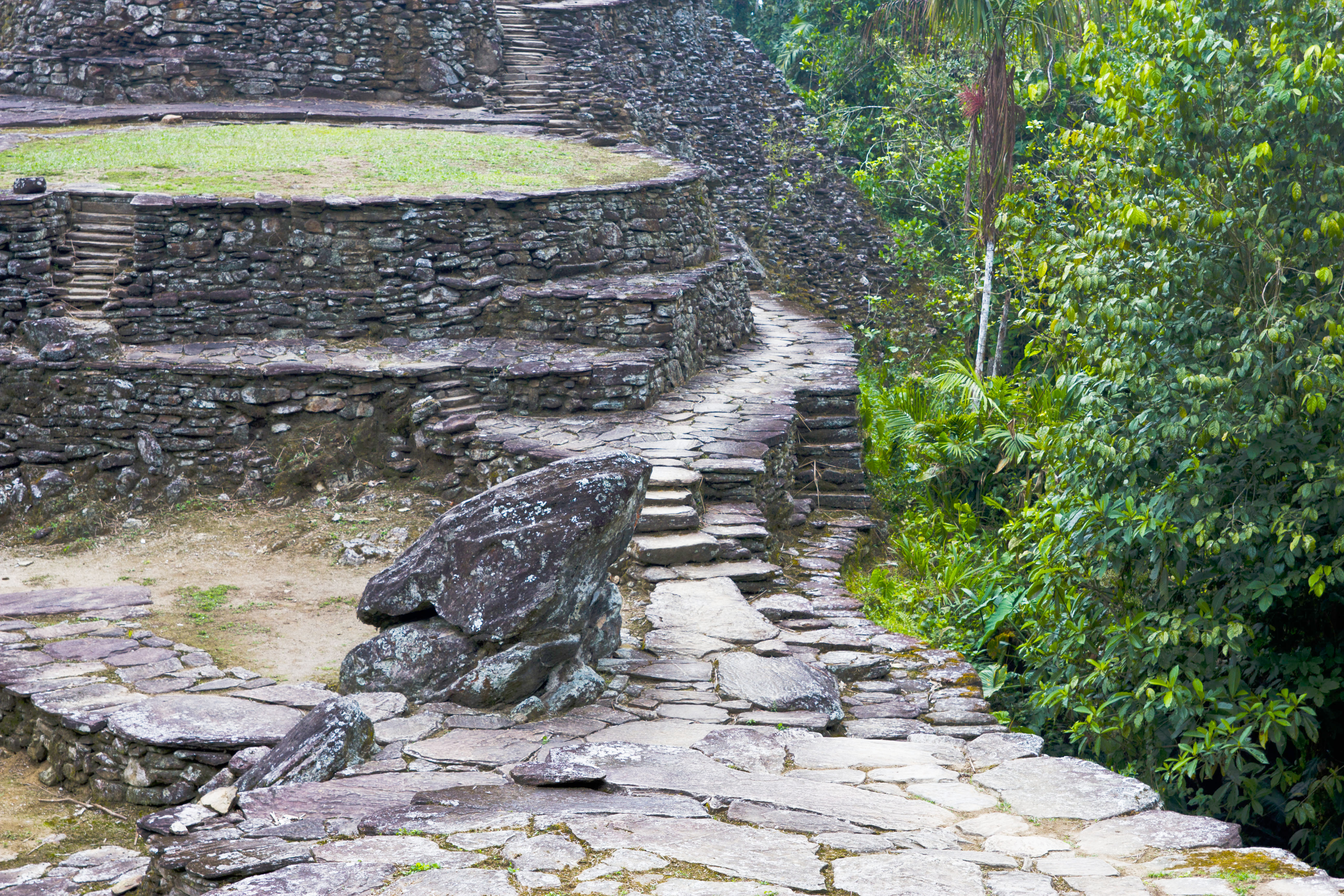
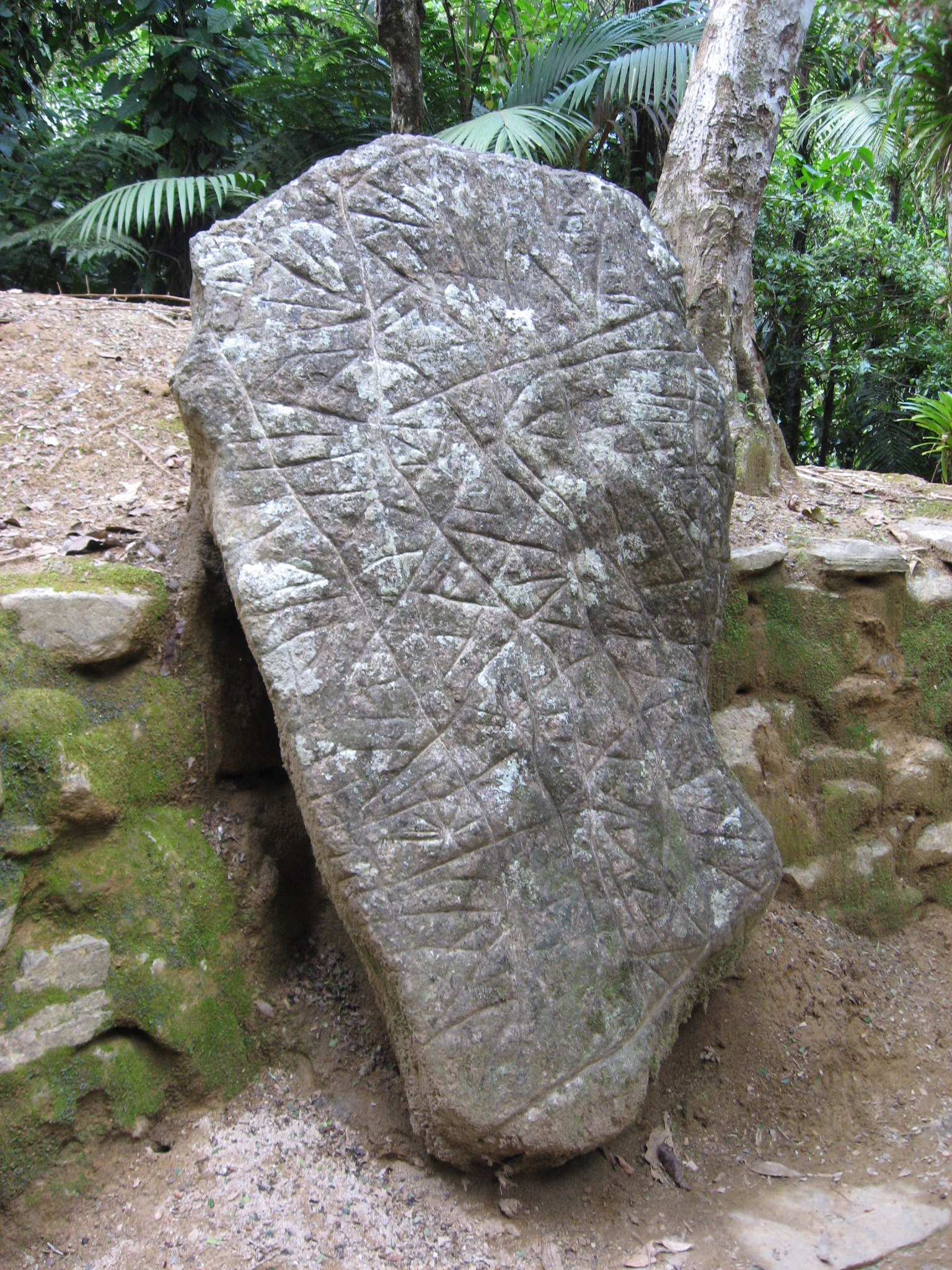